# Limitations de vitesse au Sénégal
Les limitations de vitesse au Sénégal sont les suivantes :
|                              | Vehicules de transport public ou prive de personnes                                                     | Vehicules de transport public ou prive de marchandises | Vehicules particuliers | Motocycles et velomoteurs |
| ---------------------------- | --- | --- | ---------------------- | ------------------------- |
| Autoroute et route nationale | 90 km/h (véhicules de moins de 15 places, y compris les taxis) 70 km/h (véhicules comportant 15 places) | 85 km/h (véhicules dont le poids total en charge est compris entre 3,5 et 10 tonnes) 70 km/h (véhicules dont le poids total en charge est compris entre 10 et 16 tonnes) 65 km/h (véhicules dont le poids total maximum est compris entre 16 et 22 tonnes) 50 km/h (véhicules dont le poids total en charge est supérieure à 22 tonnes) | 110 km/h               | 100 km/h                  |
| Départementale               | 90 km/h (véhicules de moins de 15 places, y compris les taxis) 70 km/h (véhicules comportant 15 places) | 85 km/h (véhicules dont le poids total en charge est compris entre 3,5 et 10 tonnes) 70 km/h (véhicules dont le poids total en charge est compris entre 10 et 16 tonnes) 65 km/h (véhicules dont le poids total maximum est compris entre 16 et 22 tonnes) 50 km/h (véhicules dont le poids total en charge est supérieure à 22 tonnes) | 90 km/h                | 90 km/h                   |
| Agglomération                | | |                        |                           |